# Pictonemobius ambitiosus
Pictonemobius ambitiosus är en insektsart som först beskrevs av Scudder, S.H. 1878.  Pictonemobius ambitiosus ingår i släktet Pictonemobius och familjen syrsor. Inga underarter finns listade i Catalogue of Life.